# Francis B. Nyamnjoh
 (décembre 2023).
La mise en forme du texte ne suit pas les recommandations de Wikipédia : il faut le « wikifier ».
Les points d'amélioration suivants sont les cas les plus fréquents. Le détail des points à revoir est peut-être précisé sur la page de discussion.
- Les titres sont pré-formatés par le logiciel. Ils ne sont ni en capitales, ni en gras.
- Le texte ne doit pas être écrit en capitales (les noms de famille non plus), ni en gras, ni en italique, ni en « petit »…
- Le gras n'est utilisé que pour surligner le titre de l'article dans l'introduction, une seule fois.
- L'italique est rarement utilisé : mots en langue étrangère, titres d'œuvres, noms de bateaux, etc.
- Les citations ne sont pas en italique mais en corps de texte normal. Elles sont entourées par des guillemets français : « et ».
- Les listes à puces sont à éviter, des paragraphes rédigés étant largement préférés. Les tableaux sont à réserver à la présentation de données structurées (résultats, etc.).
- Les appels de note de bas de page (petits chiffres en exposant, introduits par l'outil «  Source ») sont à placer entre la fin de phrase et le point final[comme ça].
- Les liens internes (vers d'autres articles de Wikipédia) sont à choisir avec parcimonie. Créez des liens vers des articles approfondissant le sujet. Les termes génériques sans rapport avec le sujet sont à éviter, ainsi que les répétitions de liens vers un même terme.
- Les liens externes sont à placer uniquement dans une section « Liens externes », à la fin de l'article. Ces liens sont à choisir avec parcimonie suivant les règles définies. Si un lien sert de source à l'article, son insertion dans le texte est à faire par les notes de bas de page.
- La présentation des références doit suivre les conventions bibliographiques. Il est recommandé d'utiliser les modèles {{Ouvrage}}, {{Chapitre}}, {{Article}}, {{Lien web}} et/ou {{Bibliographie}}. Le mode d'édition visuel peut mettre en forme automatiquement les références.
- Insérer une infobox (cadre d'informations à droite) n'est pas obligatoire pour parachever la mise en page.

Pour une aide détaillée, merci de consulter Aide:Wikification.
Si vous pensez que ces points ont été résolus, vous pouvez retirer ce bandeau et améliorer la mise en forme d'un autre article.
Francis B. Nyamnjoh (né en 1961) est un professeur camerounais d'anthropologie sociale à l'Université du Cap. Il a reçu le prix annuel « ASU African Hero 2013 » de l'Union des étudiants africains de l'Université de l'Ohio, le prix Eko 2014 de littérature africaine et son livre #RhodesMustFall : Nibbling at Resilient Colonialism in South Africa a remporté le prix ASAUK Fage & Oliver 2018. Prix de la meilleure monographie.

## vie et carrière

### Première vie et éducation
Francis B. Nyamnjoh (né en 1961) est un professeur camerounais d'anthropologie sociale à l'Université du Cap. Il a reçu le prix annuel « ASU African Hero 2013 » de l'Union des étudiants africains de l'Université de l'Ohio, le prix Eko 2014 de littérature africaine et son livre #RhodesMustFall : Nibbling at Resilient Colonialism in South Africa a remporté le prix ASAUK Fage & Oliver 2018. Prix de la meilleure monographie.

### Carrière
Nyamnjoh a quitté le Conseil pour le développement de la recherche en sciences sociales en Afrique (CODESRIA), où il a occupé le poste de responsable des publications de juillet 2003 à juillet 2009, à l'Université du Cap en août 2009 pour occuper le poste de professeur. d'anthropologie sociale.

## Recherche
Nyamnjoh a mené des études considérables et écrit beaucoup sur le Cameroun,,,,, le Botswana,,, et la politique africaine en général,. Il a enseigné la sociologie, l'anthropologie et la communication dans des universités du Cameroun et du Botswana. Selon la Fondation nationale sud-africaine pour la recherche, il est professeur et chercheur avec une note B1 (NRF). Il est président du comité de rédaction du Langaa Research and Publishing Center à Bamenda (2005) , et a été président du comité de rédaction du South African Human Sciences Research Council (HSRC) Press (2011-2019),,.

### #RhodesMustFall
Les livres de Nyamnjoh incluent #RhodesMustFall : Nibbling at Resilient Colonialism in South Africa. Ce livre, qui est construit sur son livre précédent Insiders and outsiders: Citizenship and xenophobia in Contemporary Southern Africa (2005) , est un livre sur la citoyenneté, les droits, et les droits sociaux dans l'Afrique du Sud post-apartheid démontrent à quel point le racisme et ses avantages existent toujours et que le terrain n'a pas été égalisé comme certains le pensaient. Il examine la question de la race dans une culture encore troublée par les effets persistants de l'apartheid, des inégalités et des attitudes d'infériorité et d'insuffisance au sein de la population noire majoritaire, à travers les interactions et les expériences régulières des étudiants et des professeurs d'université. des cercles privilégiés à une longue et complexe histoire de croissance du chagrin noir, les voix et les préoccupations noires en matière d’éducation sont généralement ignorées. Ces problèmes sont discutés dans le contexte des manifestations étudiantes organisées qui secouent les campus du pays et appellent au changement sous la bannière de « Black Lives Matter ». Cet examen approfondi de la campagne Rhodes Must Fall soulève des préoccupations intéressantes quant aux avantages et aux inconvénients des définitions d’exclusion de l’appartenance en raison de sa complexité à multiples facettes. Qu'est-ce que les makwerekwere modernes aux pieds rapides d'Afrique au nord du Limpopo pourraient avoir en commun avec les grands impérialistes du passé comme le jeune Uitlander ou l'étranger Sir Cecil John Rhodes ? Selon Nyamnjoh, la solution réside dans la manière dont les mouvements humains repoussent constamment les limites de la citoyenneté,.

## Prix et distinctions
Nyamnjoh a reçu le prix « Chercheur senior en arts de l'année » en 2003,. Nyamnjoh a reçu le prix d'excellence de l'Université du Cap en octobre 2012 en reconnaissance de sa « contribution exceptionnelle en tant que professeur à la Faculté des sciences humaines », un prix renouvelé en 2017 et à nouveau en 2022. En septembre 2021, il a été élu membre du College of Fellows de l’Université du Cap, en reconnaissance de ses recherches,. #RhodesMustFall : Nibbling at Resilient Colonialism in South Africa  a remporté le prix ASAUK Fage & Oliver 2018 de la meilleure monographie, il a reçu le prix annuel « ASU African Hero 2013 » de l'Union des étudiants africains de l'Université de l'Ohio, le Prix Eko 2014 de littérature africaine ,
Nyamnjoh a été élu membre de l'Académie des sciences du Cameroun en 2011, de l'Académie africaine des sciences en 2014  et membre de l'Académie des sciences d'Afrique du Sud en 2016.
- (en) Francis B. Nyamnjoh, Africa's Media, Democracy and the Politics of Belonging, Zed Books, mai 2005 (ISBN 978-1-84277-583-7, lire en ligne)
- (en) Francis B. Nyamnjoh, Insiders and Outsiders: Citizenship and Xenophobia in Contemporary Southern Africa, Zed Books, 2006 (ISBN 978-1-84277-677-3, lire en ligne)
- Francis B. Nyamnjoh, The Disillusioned African, Langaa Research and Pub. Common Initiative Group, 2007 (ISBN 978-1-283-19822-6, OCLC 1156954447, lire en ligne)
- (en) Francis B. Nyamnjoh, C est l homme qui fait l homme: Cul-de-Sac Ubuntu-ism in Côte d'Ivoire, African Books Collective, 2015 (ISBN 978-9956-762-52-1, lire en ligne)
- Francis B. Nyamnjoh, #RhodesMustFall: Nibbling at Resilient Colonialism in South Africa, Langaa RPCIG, 2016 (ISBN 978-9956-763-16-0, DOI 10.2307/j.ctvmd84n8, JSTOR j.ctvmd84n8, lire en ligne)
- (en) Francis B. Nyamnjoh, Drinking from the Cosmic Gourd: How Amos Tutuola Can Change Our Minds, Langaa RPCIG, 15 mars 2017 (ISBN 978-9956-764-65-5, lire en ligne)
- Francis B. Nyamnjoh, Eating and Being Eaten: Cannibalism as Food for Thought, Langaa RPCIG, 2018 (ISBN 978-9956-550-96-8, DOI 10.2307/j.ctvh9vtgp, JSTOR j.ctvh9vtgp, S2CID 242094304, lire en ligne)
- Francis B. Nyamnjoh, The Rational Consumer: Bad for Business and Politics: Democracy at the Crossroads of Nature and Culture, Langaa RPCIG, 2018 (ISBN 978-9956-550-14-2, DOI 10.2307/j.ctvk3gmjt, JSTOR j.ctvk3gmjt, S2CID 158545824, lire en ligne)